# Храм Ади Кешава Перумал (Теруваттару)
Храм Ади Кешава Перумал (англ. Adikesava Perumal temple) — индуистский храм, посвящённый одному из образов Вишну, называемом Ади Кешава, расположенный в небольшом городе Теруваттару между Тривандрумом и Каньякумари. Комплекс воздвигнут в традиционном архитектурном стиле Южной Индии. Храм входит в число 108 дивьядешам, обязательных для паломничества в традиции шри-вайшнавизма. Храм Ади Кешава в 1510 году посещал Чайтанья в ходе путешествия по Южной Индии. Место также известно как Ади Ананта (Adi Anantam) и Дакшина Вайкунтха (Dakshina Vaikuntham).

## Мифы и легенды

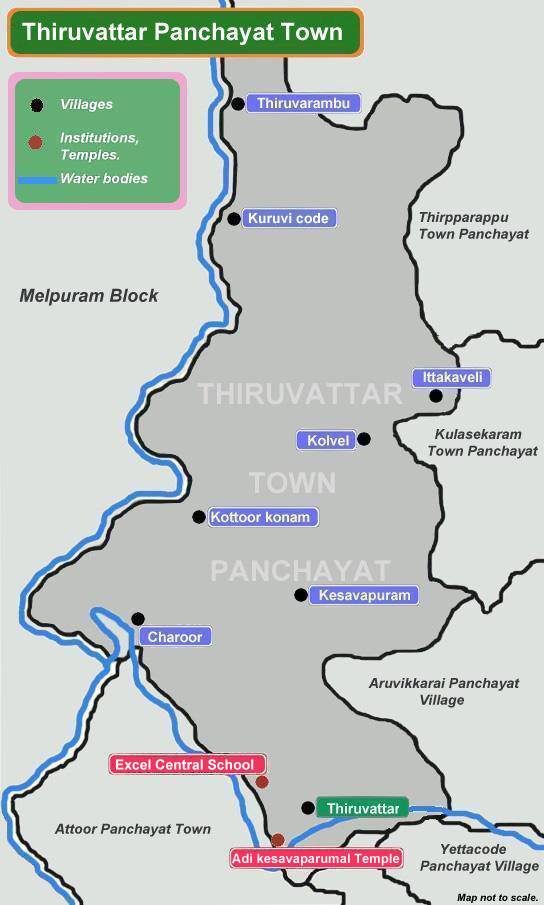
Месторасположение храма

В Падма-пуране говорится, что храм возведён ещё в Трета-юге, то есть несколько тысяч лет назад, задолго до храма Падманабхасвами. Индологи, полагают, что его строительство произошло между V и VII веками. Первая настенная надпись в храме датируется периодом правления дравидийской тамильской династии Чера, царствовавшей в Южной Индии с I века. Надписи свидетельствуют о патронаже правителя в 510—519 годах. Храм воспет в стихах Наммальвара (880—930), в поэзии других альваров, он не упоминается. В стихах Наммальвар полон решимости обойтись без общения с людьми, предающимся в жизни только мирским вещам. Он хочет поклоняться божеству в Теруваттару и петь ему молитвы, чтобы сократить путь бесконечных рождений и снять с себя бремя плохих последствий тщетных поступков прошлого (Тируваймоли, тексты 10.6.1-10.6.11).
Происхождение святого места описывает местная пурана (легенда), связывающая его с Брахмой и Шивой. Мифология храма сложилась из нескольких переплетающихся легенд. Брахма хотел получить даршан (лицезрение) Вишну. Ради него он совершал яджну (огненное жертвоприношение). Однако жертвоприношение было совершено с ошибками, в результате чего из огня возник демон по имени Кеша вместе с сестрой Кеши. Брахма поспешил от них избавиться, благословив их долгой жизнью и отправив дальше по Вселенной. Демоны пошли бесчинствовать по трём мирам, и ни полубоги, ни мудрецы не могли с ними справиться. Мудрецы стали молиться Вишну, чтобы он спас их от воплощений зла. Услышав молитвы мудрецов, Вишну спустился на Землю и победил Кешу. Ади-Шеша придавил его своим телом, в результате чего Вишну изображается лежащем на змее. Сам Вишну получил эпитет «Кешава» как возлежащий на демоне Кеше. Демоническая сила находится под контролем Вишну, что отражает его лежащее изображение.
Сестра Кеши поклялась отомстить за своего брата. Она превратилась в реку Тамирапарани и стала затапливать землю. В ответ Вишну направил Бху-деви, свою супругу и богиню Земли, спасти положение. Бху-деви подняла уровень земли, в результате чего река не смогла её затопить. Признав поражение, Тамирапарани стала водной «гирляндой», которая огибает святое место. Современная река Тамирапарани образуется в результате слияния Паясвини, протекающей мимо храма, и реки Кодая.
Считается, что Шива наблюдал битву между Вишну и демоном Кеша, пребывая в 12 формах (лингамах). В другой версии Вишну установил лингамы вокруг демона, чтобы его обезвредить. Храмы Шивы расположены вокруг Теруваттару, образуя своеобразный круг. Паломничество по местам Шивы считается завершённым только после посещения храма в Теруваттару. Эта традиция продолжает сохраняться, в результате чего паломничество в Храм Ади Кешава носит смешанный, вайшнавский и шиваистский характер.
С Храмом Ади Кешава связана ещё одна современная легенда, изложенная М. Раджагопаланом. В 1674 году мусульманские армия приближалась к Теруваттару — город и храм ждало разграбление. Правительница (в тот период царствовала Rani Umai Ammai Nachair) обратилась за поддержкой к Варме (Varma of Kottayam), правившего в соседнем княжестве Коттаям. Варма отправился в Храм Ади Кешава, где в молитве произнёс 14 стихов с просьбой об успехе противостояния захватчикам. Стихи стали известны как «Бхакта Санкиртана» (Bhakta Sangeerthanam), которые до сих пор воспроизводятся в храме. У Вармы было видение, что воин в зелёных доспехах покинул святилище Вишну. Приближающуюся армию мусульман атаковали рои ос. Солдаты были деморализованы и нападение сорвалось.

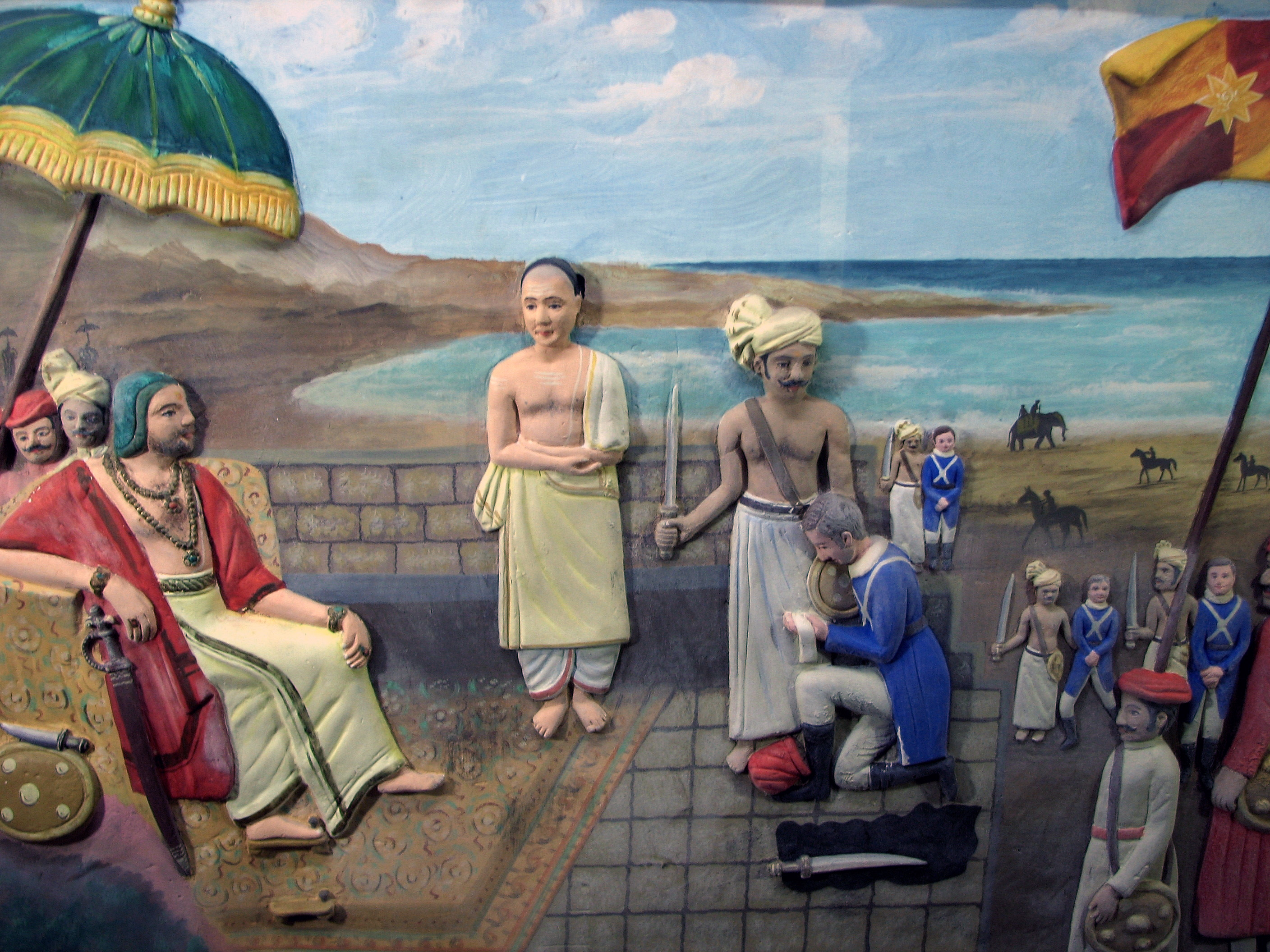
Голландский капитан Де Ланой сдаётся Мартанда Варме. Настенный барельеф во дворце Падманабхапурама

Другая легенда описывает борьбу с европейской колонизацией. В 1741 году правитель Травакора Мартанда Варма (Marthanda Varma, 1705—1758) противостоял голландским войскам возле Колашела в Каньякумари. Перед битвой он положил меч в ноги Ади Кешава и просил его о благословении. Голланды потерпели поражение, а их военачальник, капитан Де Ланой (Eustache Benoît de Lannoy, 1715—1777) попал в плен и позже перешёл на службу Мартанде Варме.
В XIX веке Южная Индия вновь подверглась мусульманскому нападению. Наваб Аркота вторгся на территорию Травакора. В этот раз индусская армия потерпела поражение. Солдаты из Аркота осквернили храм и повредили его искусные украшения. Из-за большого веса мурти Ади Кешава невозможно было подвнуть с места, однако переносное мурти (так называемое «утсава-мурти») было изъято из храма вместе с другими драгоценностями. Мурти Ади Кешава некоторое время хранилось в сокровищнице Аркота. По преданию, каждый день мурти появлялось на вершине груды сокровищ, где бы его ни прятали. По решению наваба для обездвиживания мурти его приковали двумя цепями. В то время бегум (жена) наваба страдала от болей, с которыми врачи не могли справиться. Божество появилось к охраннику храма и велело ему устроить праздничное богослужение. Охранник убедил наваба, что болезнь уйдёт, как только божество будет возвращено обратно в храм. Когда мурти вернулось назад, от болезни не осталось и следа. Наваб покаялся и в знак благодарности преподнёс божеству золотое изголовье, корону и золотую тарелку. Для Ади Кешава провели специальную пуджу, в которой корона имела форму мусульманского головного убора. Она продолжает использоваться в богослужении, называемом «Тиру-Аллах-пуджа» (Thiru Allah puja) дважды в год во время праздников.

## Храмовая архитектура
Архитектура Храма Ади Кешава, как и архитектура других храмов в Каньякумари, соответствует традициям Кералы. Она основана на сочетании дерева и камня с характерными покатыми деревянными крышами вместо высоких гопурам. Храм Ади Кешава расположен на каменной платформе, занимающей площадь полтора акра (6 м².). Его окружает массивная каменная стена высотой 30 футов (9 метров). С трёх сторон храм омывает река Тамирапарани и её притоки. На западной стороне комплекса находится гхат (набережная в форме каменного ступенчатого спуска к воде), омовение возле которого, как считается, освобождает от грехов.
В храм входят через восточные ворота, до которых поднимаются по 25 высоким каменным ступеням. Ворота располагаются в каменной башне с деревянной крышей, построенной в классическом стиле архитектуры Кералы. После входа в храм дорога ведёт на юг к святыне Шри Бхутанатха (Sri Butanatha, то есть Шивы). Далее на юго-западе находится святилище Адикешава (Вишну), Деви (Дурги) и Венкатачалапати (Венкатешвары).
На пути в главный храм находится медный флагшток, дваджастхамба (dwajasthamba). Он установлен в 1895 году махараджей Мулам Тирунал Рама Варма (Mulam Tirunal, правившего Траванкором с 1885 по 1924 годы). Главный храм окружает гигантская прямоугольная открытая галерея с колоннами. Её называют «Наламбалам» (Nalambalam) и состоит она из четырёх примыкающих друг к другу галерей с 224 гранитными колоннами. Все колонны украшены каменными образами Дипа-Лакшми (Лакшми в образе богини удачи), которые держат в своих руках масляные светильники. Каждая колонна имеет собственную фигуру Лакшми, которая отличается причёской, одеждой или позой. Таким образом, в галерее нет одинаковых изображений.
Перед главным святилищем находится Мукха-мандапа или зал, целиком вырезанный из единого куска чёрного гранита. Орнаменты Мукха-мандапа отражают высокое мастерство, которым владели каменные резчики в годы, строительства храм. Рядом находится Балипита-мандапа, где на колоннах представлены изображения в натуральную величину Вишну, Лакшмана, Индры, Венугопала (Кришны), Натараджи и Парвати, Брахмы, играющего на вине, а также ряд других божеств. В храмовом комплексе расположен отдельный небольшой храм, посвящённый Тирувамбади-Кришне (Tiruvambadi Krishna).

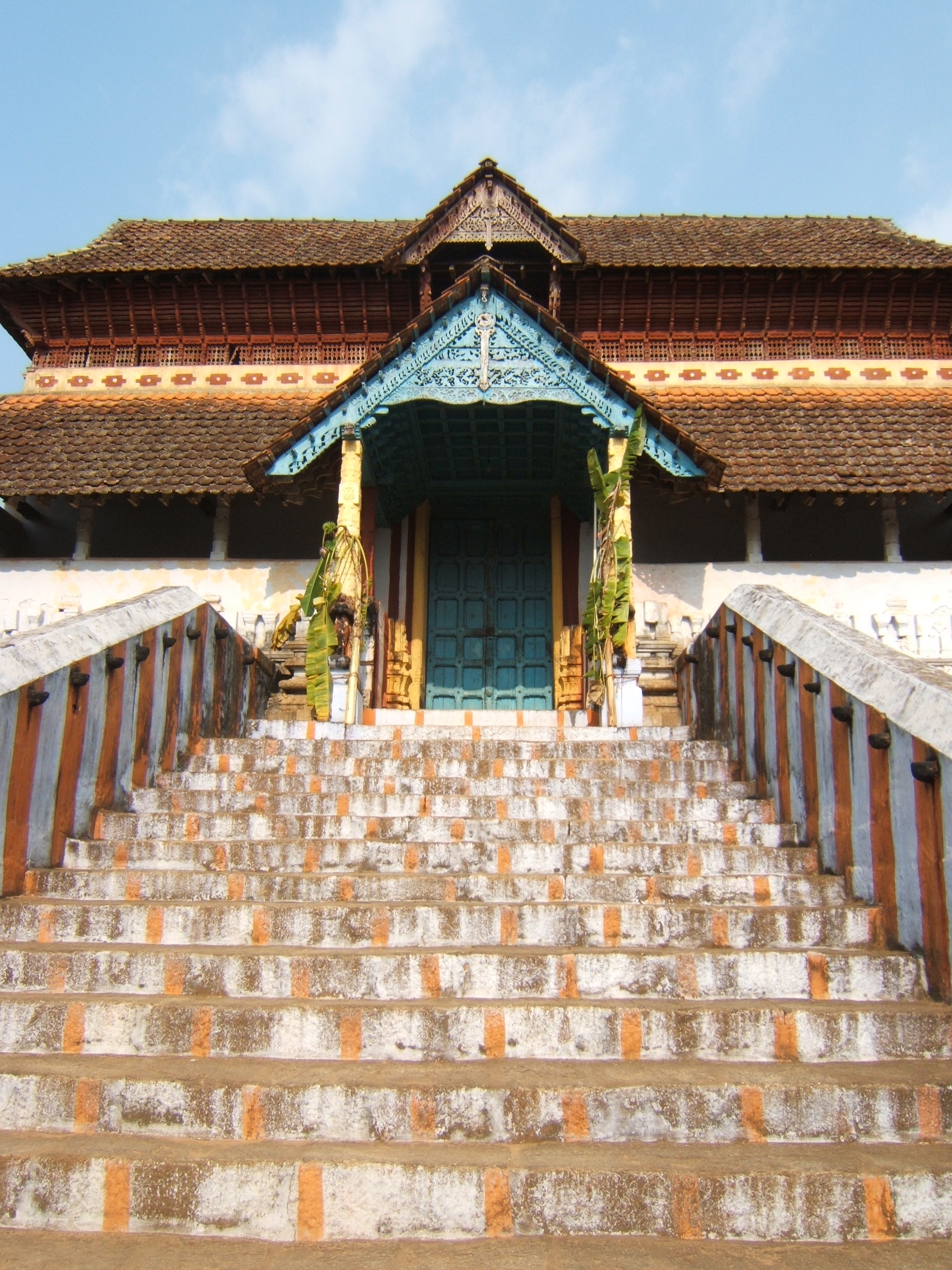
Восточный вход в храм
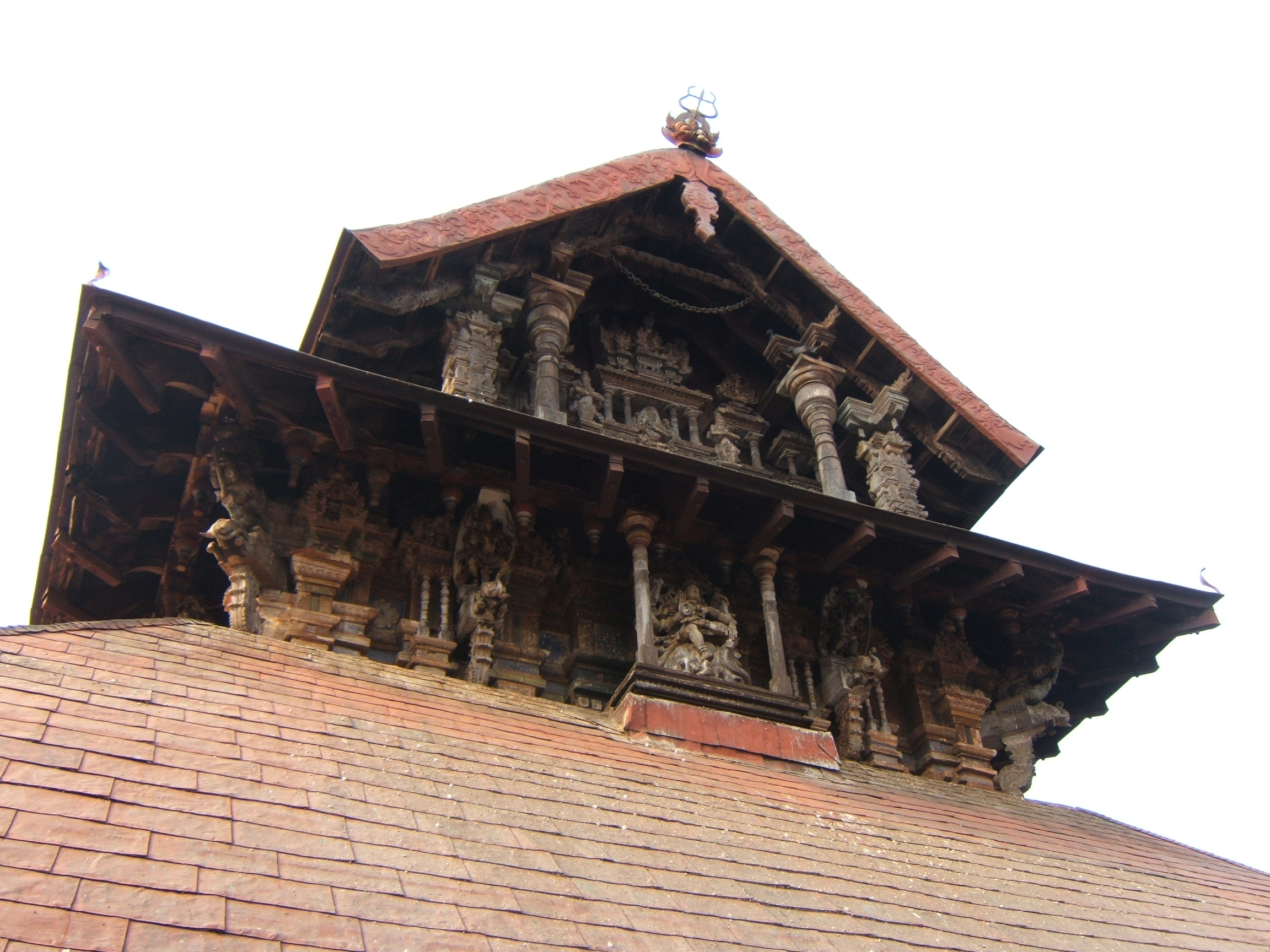
Надвратная башня
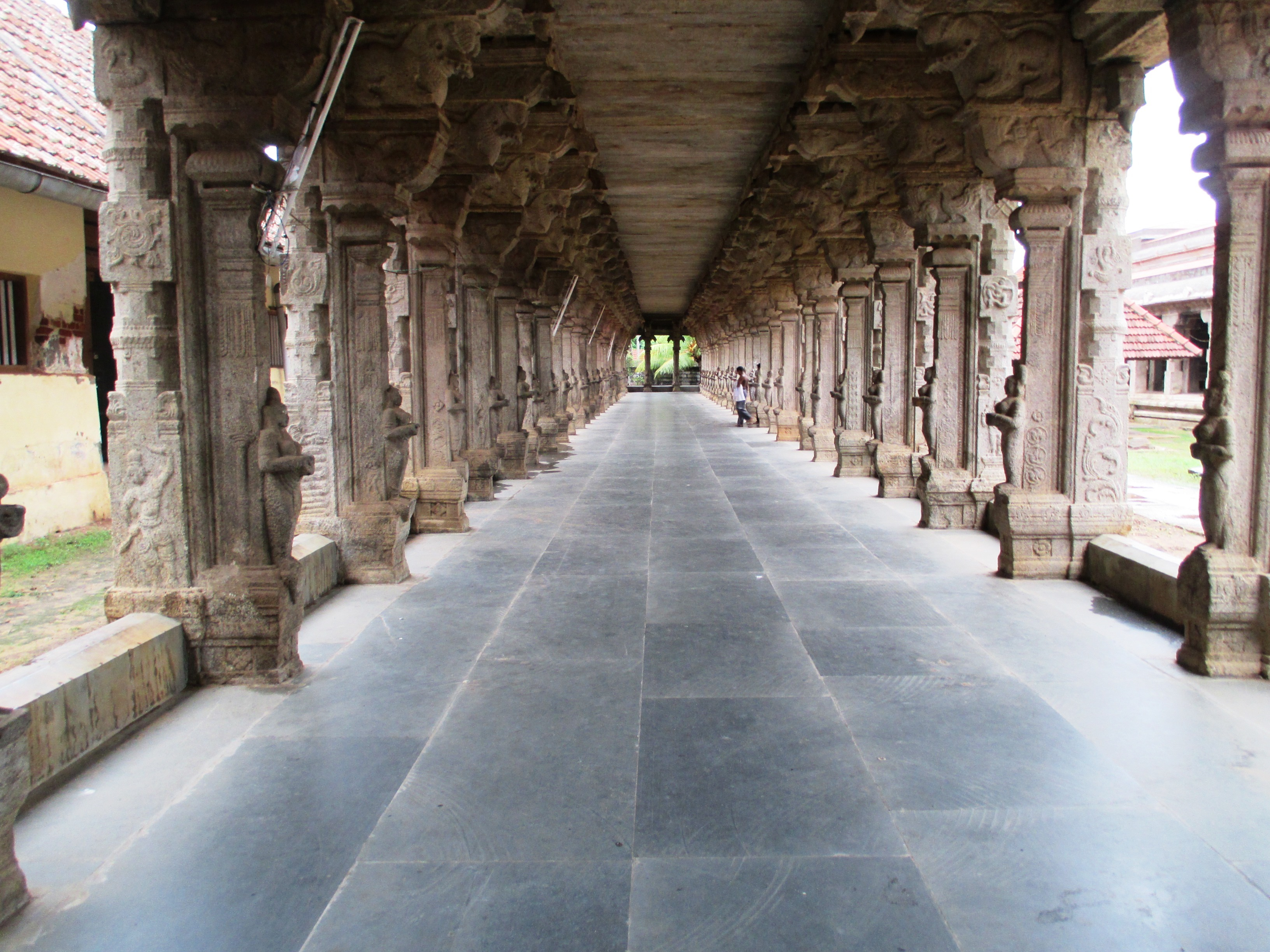
Образы Дипа-Лакшми в галерее с колонами
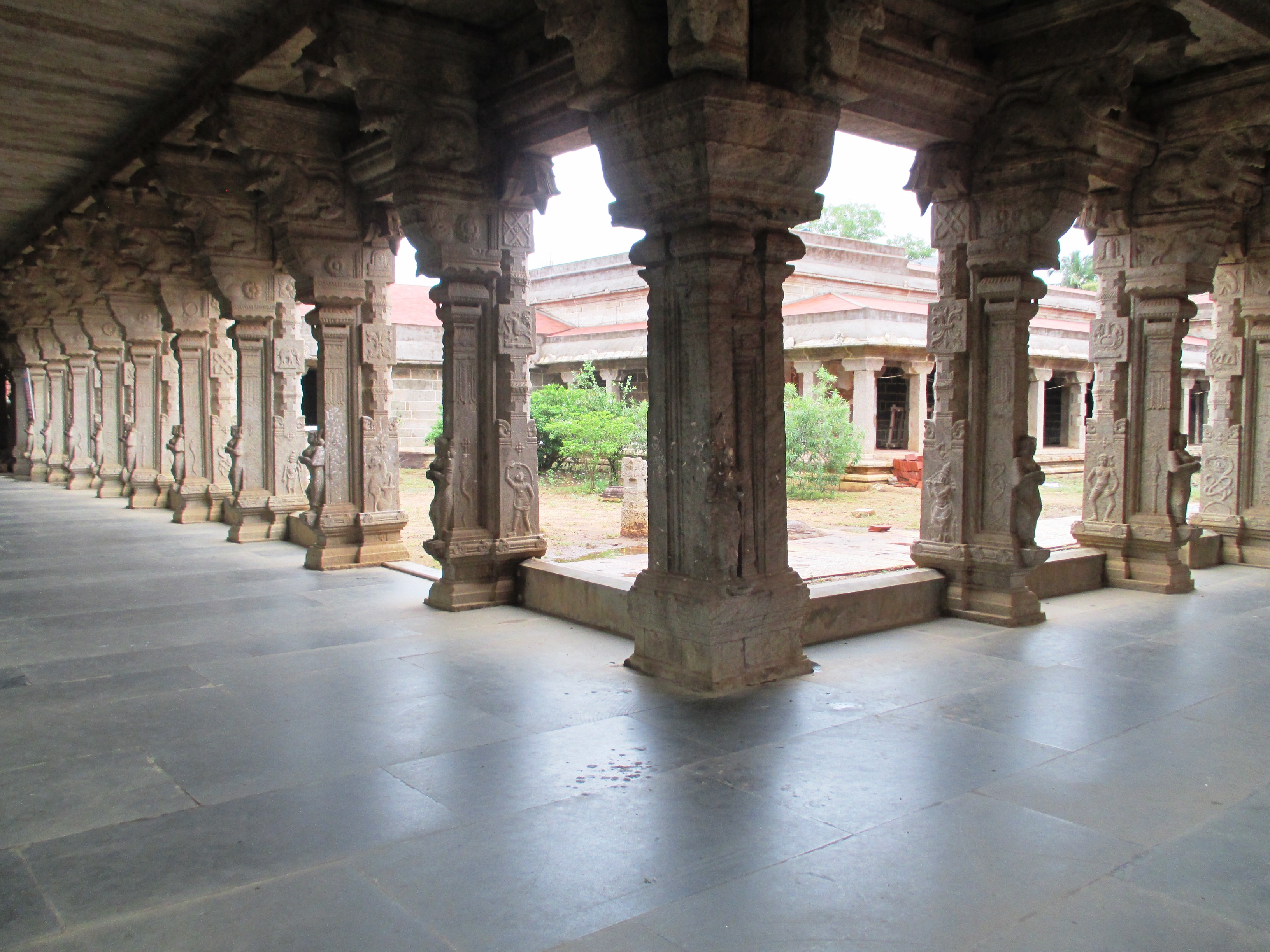
Переход одной галереи в другую

## Даршан
При посещении храма паломники соблюдают древние правила и традиции. Посетители мужского пола одеты в традиционную одежду, дхоти. Вход в храм в шортах или брюках не допускается. Главное святилище обращено к западу, хотя главный вход в храм расположен на востоке. В главном святилище пребывает Вишну в форме Ади Кешава Перумала. Длинное каменное мурти Ади Кешава, достигающее 18 футов (5,5 метров) возлежит на змее Шеше. Божество обращено на запад и считается, что Вишну смотрит на храм Шри Падманабхасвами в Тривандруме, где находится его младший «брат».
Для получения полного даршана паломники обходят Ади Кешава по частям и видят его трижды через отдельные дверные проёмы. Даршан начинается с лицезрения ног и заканчивается головой. Святилище спроектировано таким образом, что лучи заходящего солнца освещают лицо Ади Кешава. Левая рука Ади Кешава опущена вниз, на правой руке находятся атрибуты Вишну. Над головой возвышаются змеиные капюшоны Ади-Шеши. В отличие от большинства храмовых мурти, местное мурти не из гранита. Оно состоит из специальной цементной смеси, известной как Катушаркара йогам (Katusarkara уogam). Для изготовления материала использовалось 16 тысяч шалаграм-шил с изображением Сударшана-чакры. Из-за особого материала божество не омывается водой. Однако во время праздников Ади Кешава обтирается и одевается в новые одежды. С обеих сторон от Ади Кешава находятся Лакшми и Бху-деви.

## Месторасположение
Теруваттару находится 50 км южнее Тривандрума и 60 км севернее Каньякумари. Храм расположен недалеко от реки Паясвини (Payaswini), известной также как Чандрагири (Chandragiri), самой большой реки в  округе Касарагод. Благодаря храму небольшой городок Теруваттару стал местом паломничества, куда вайшнавы и туристы прибывают для посещения святого места. До Теруваттару добираются на такси от Каньякумари или Тривандрума. До него может доставить автобус из Тривандрума или Каньякумари с пересадкой в Мартандам (Marthandam) и далее на автобусе до Теруваттару. Храм находится в десяти минутах пешком от автобусной остановки. Ближайшей железнодорожной станцией является Кулиттураи (Kulitturai, 8°18′13″ с. ш. 77°13′16″ в. д.), от которой такси доставляет до Теруваттару за полчаса.
Близкими к образу Ади Кешава являются Ранганатха из Шрирангама и Падманабхасвами из Тривандрума. Храм не столь большой, как известный храм Падманабхасвами в Тривандруме, однако считается, что последний был построен по его подобию. Похожие храмы находятся в Шриперумпудуре (Adikesava Perumal temple, 12°58′06″ с. ш. 79°56′55″ в. д.) и Майлапоре (Adikesava Perumal temple, 13°01′50″ с. ш. 80°16′14″ в. д.).